# Colonia la Joya
Colonia la Joya är en ort i kommunen Ocoyoacac i delstaten Mexiko i Mexiko. Samhället hade 77 invånare vid folkräkningen år 2020.